# Ali Akbar Hashemi Rafsanjani
(Ali) Akbar Hashemi Rafsanjani (Perzisch: اکبر هاشمی رفسنجانی), ook bekend als Hashemi Bahramani (هاشمی بهرمانی) (Bahraman, Iran, 25 augustus 1934 – Teheran, 8 januari 2017) was een Iraans ayatollah (geestelijke) en politicus. Rafsanjani was president van Iran van 1989 tot 1997. Hij was een van de vier hoge geestelijken die in Teheran mag voorgaan in het vrijdaggebed.
Rafsanjani stamt uit een familie van welgestelde pistacheboeren. In de heilige stad Qom studeerde hij islamitisch recht. Daarna vergaarde hij een vermogen in de onroerendgoedhandel, waarin hij samen opereerde met Mehdi Bazargan. Als tegenstander van de Sjah belandde hij meerdere keren in de gevangenis.
Hij was een belangrijk lid van de Iraanse Revolutionaire Raad, die regeerde kort na de Iraanse Revolutie van 1979. Samen met Mohammad Javad Bahonar richtte hij de Islamitische Revolutionaire Partij op, die het politieke leven in het volgende tijdperk beheerste. Als voorzitter van het Iraanse parlement, een positie die hij tot 1989 vervulde, speelde hij ook een belangrijke rol in de Iran-contra-affaire van 1986, waarbij de VS wapens verkochten aan Iran om Amerikaanse gijzelaars in Libanon vrij te krijgen en de contra's in Nicaragua te steunen. Toen de zaak uitkwam toonde hij de pers een bijbel met opdracht die hij van president Reagan had gekregen.
Op 8 januari 2017 overleed hij in een ziekenhuis in Teheran aan een hartaanval, nadat hij was opgenomen met hartproblemen.

## Presidentschap
In 1989 werd hij tot president gekozen. Even daarvoor had het parlement het ambt van premier afgeschaft, dus had Rafsanjani tevens de dagelijkse leiding van de regering. Tijdens zijn eerste ambtstermijn werd oud-premier Shapour Bakhtiar in Parijs vermoord. Ook werd in die jaren de aanzet gegeven tot het nucleaire programma dat Iran uiteindelijk de beschikking moest geven over kernwapens.
In 1993 werd hij opnieuw gekozen. In 1995 kondigden de Verenigde Staten economische sancties af: Amerikaanse bedrijven mochten niet meer bijdragen aan de Iraanse oliewinning. In 1997 was Rafsanjani niet herkiesbaar, en werd hij opgevolgd door de hervormingsgezinde Mohammad Khatami. Rafsanjani was tijdens zijn presidentschap vooral populair onder de midden- en bovenmiddenklasse, vanwege zijn economische hervormingen en zijn steun voor mensenrechten.
Eind 2000 stelde Rafsanjani zich opnieuw kandidaat voor het presidentschap, maar zijn kandidatuur werd door de Raad van Hoeders verworpen. Anno 2005 was Rafsanjani opnieuw kandidaat, omdat Khatami zich niet herkiesbaar had gesteld.
Rafsanjani was tot 2011 vier jaar lang voorzitter van de Raad van Experts. Daarnaast is Rafsanjani sinds 2007 voorzitter van de Raad van Geschiktheid en Oordeel, een raadgevend orgaan dat wetgevende conflicten tussen het Iraanse parlement en de Raad van Hoeders probeert op te lossen.
Op 11 mei had Rafsanjani zich op het laatste moment voor de sluitingstermijn aangemeld voor de presidentsverkiezingen van 2013. Hij werd echter op 21 mei door de Raad van Hoeders afgewezen van deelname aan de verkiezingen.

## Aanslagen
Rafsanjani wordt er al jaren van verdacht mede opdracht te hebben gegeven aan Hezbollah tot de bomaanslag op het AMIA-gebouw op 18 juli 1994 in Argentinië, waarbij 85 doden vielen. Op 25 januari 2006 hebben de Argentijnse aanklagers, Alberto Nisman en Marcelo Martinez Burgoss, Iran en Hezbollah ervan beschuldigd de aanslag te hebben gepleegd. Ze vroegen om de aanhouding van de top van de Iraanse autoriteiten, inclusief de toenmalige president Rafsanjani.
Tijdens de Mykonosrechtszaken in 1997 in Duitsland werd verklaard dat Rafsanjani – naast ayatollah Ali Khamenei (opperste leider van Iran), Ali-Akbar Velayati (de toenmalige minister van Buitenlandse Zaken) en Ali Fallahian (minister van Inlichtingen en Veiligheid) – een prominente rol hadden gespeeld in de executie van vier Iraanse oppositieactivisten in Europa.

## Gezin
Rafsanjani was getrouwd en had drie zonen en twee dochters. Zijn dochter Faezeh Hashemi zat in 2011 korte tijd en in 2012-2013 een half jaar in hechtenis op beschuldiging van "antirevolutionaire activiteiten". Die bestonden uit het geven van interviews aan buitenlandse media.
Abolhassan Bani Sadr · Mohammad Ali Rajai · Ali Khamenei · Ali Akbar Hashemi Rafsanjani · Mohammad Khatami · Mahmoud Ahmadinejad · Hassan Rohani · Ebrahim Raisi · Masoud Pezeshkian
- Bibsys: 1634281490799
- Biblioteca Nacional de España: XX5400349
- Gemeinsame Normdatei: 133871118
- International Standard Name Identifier: 0000 0000 7881 0389
- Library of Congress Control Number: n84041639
- National Archives and Records Administration: 10568301
- Nationale Bibliotheek van Tsjechië: js20050627026
- Nationale Bibliotheek van Israël: 987007526362005171
- Nederlandse Thesaurus van Auteursnamen: 102572593
- Istituto Centrale per il Catalogo Unico: UBOV442410
- Système universitaire de documentation: 118327402
- Virtual International Authority File: 70131516
- WorldCat: E39PCjKcwDHHxr3dQgrd7pJKq3